# 救婚365日
是一部2013年的英國愛情喜劇電影。由蘿絲·拜恩、 拉菲·斯波、安娜·法瑞絲以及西蒙·貝克主演。本片在倫敦拍攝，於2013年2月8日上映。
本片由丹·梅澤首次執導作品。他過去曾與沙查·巴隆·科恩一同編劇《波拉特》及《波兒出城之妖壇教祖3點「畢露」搞硬美國佬》。

## 故事大綱
娜妮(Nat)與祖舒(Josh)在派對上一見鍾情，經過六個月交往後就決定結婚，然而婚後六個月兩人發現有許多不適應的情況。祖舒受不了娜妮老是唱歌唱錯歌詞；而娜妮一直覺得垃圾桶看起來滿了就要倒，但是祖舒則覺得壓一壓還有很多空間可以丟。由於各種的齟齬讓兩人的關係變得越來越惡劣，甚至因此開始接受婚姻諮詢。
這時，祖舒的女性好友嘉兒(Chloe)回到英國，祖舒與嘉兒過去是超級好朋友，但是後來嘉兒說要去非洲，因此兩人中斷了聯絡。
而娜妮因為工作的關係認識了一個帥哥實業家佳爾，第一次見面的時候，娜妮將戒指取下來，而佳爾似乎對娜妮也很有興趣。
祖舒開始與嘉兒重新連絡，兩人經常背著娜妮在外面購物吃飯；而佳爾開始試著追求娜妮。
由於面對新人的追求，另祖舒與娜妮覺得對另一半的不公平，因為一次在路上遇到，因此四個人決定來一場約會。
那次的約會相當的糟糕，最後祖舒與嘉兒離開，而娜妮與佳爾一同離開。
後來祖舒和娜妮決定接受建議，試著在結婚滿周年前三個月接受對方的一些惡習，但是效果仍然並不好，
而這時嘉兒與佳爾開始試著約會交往。
最後在結婚滿周年的小派對上，祖舒決定與娜妮離婚，兩人都非常開心對方也接受，
祖舒和娜妮兩人前後來到車站，去找他們真正喜歡的人，故事有了皆大歡喜的結局。

## 演員

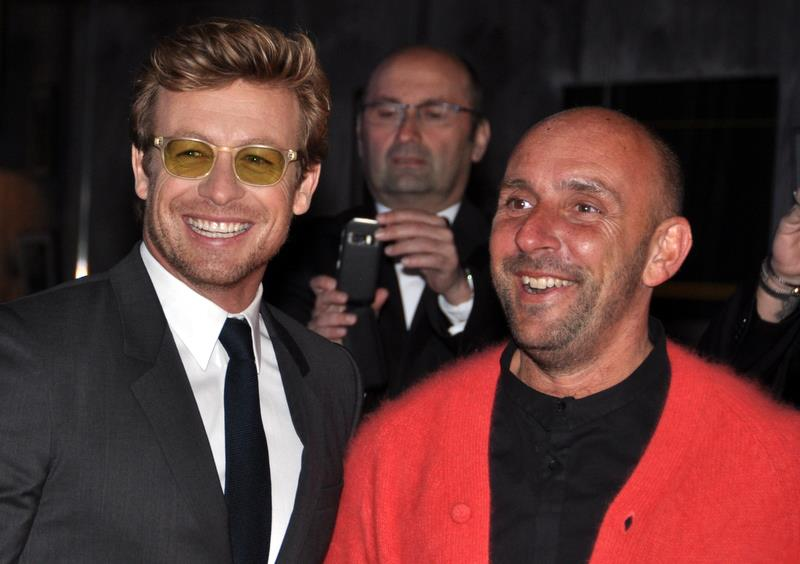
演員西蒙·貝克與導演丹·梅澤出席巴黎的電影首映會，2013年4月。

- 蘿絲·拜恩 飾演 娜妮(Natasha "Nat" Redfern)，女主角，與祖舒結婚，從事廣告業。
- 拉菲·斯波 飾演 祖舒(Joshua "Josh" Moss)，男主角，與娜妮結婚，小說家。
- 安娜·法瑞絲 飾演 嘉兒(Chloe)，祖舒的女性好友，美國人。
- 西蒙·貝克 飾演 佳爾(Guy)，實業家，因為需要廣告與娜妮認識，美國人。
- 米妮·德萊夫（英语：Minnie Driver） 飾演 Naomi
- 斯蒂芬·默切特 飾演 Dan
- 傑森·弗萊明 飾演 Hugh
- 奧莉薇雅·柯爾曼 飾演 Linda

## 外部連結
- 互联网电影数据库（IMDb）上《救婚365日》的资料（英文）
- I Give It a Year Soundtrack （页面存档备份，存于）